# NGC 1070
NGC 1070 este o galaxie spirală situată în constelația Balena. A fost descoperită în 13 decembrie 1784 de către William Herschel.